# Isla Ispatinow
La isla Ispatinow (en inglés: Ispatinow Island) es el nombre de una isla en el norte de la provincia de Saskatchewan, en el país norteamericano de Canadá, siendo la isla más grande del lago Cree. El Aeropuerto Cree Lake (Crystal Lodge) está ubicado en la isla y funciona con la compañía Cree Lake Air.